# 纸浆用木材

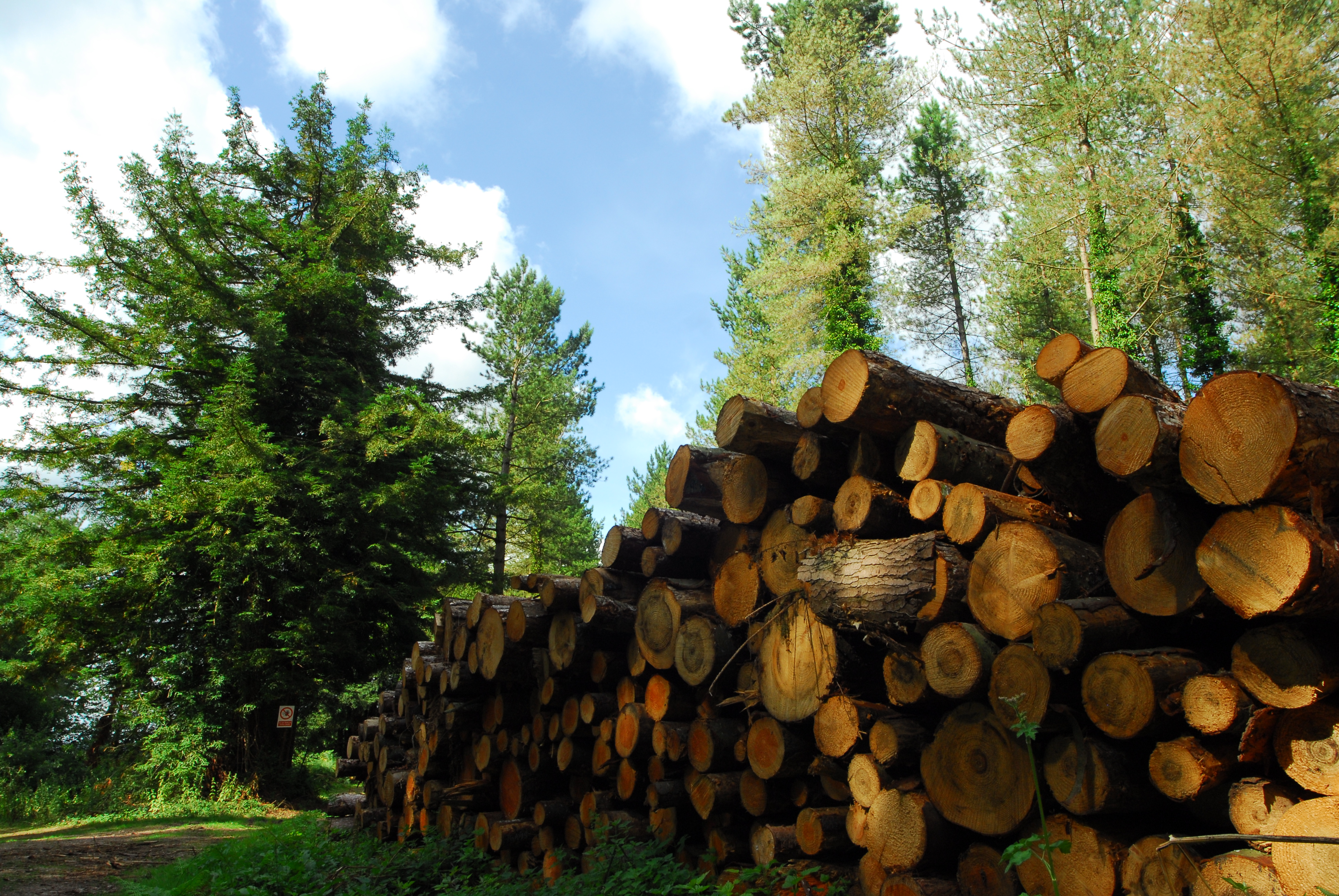
纸浆用木材

纸浆用木材是指切割并制造木浆和造纸的木材。在混合林的采伐中，好一些的树用于制造木材的原木，而次一些的树和枝杈被采伐作为纸浆用木材。然而，由于纸浆的低价格，通常只有采伐作业临近纸浆用材时才会顺便一起采伐。
纸浆用木材通常来源于混合林的伐木作业中的四种木质原材料。首先是树冠比较散的树，在树幹的低处就有很多分叉，几乎不能用作木材。其次是死树或有病虫害的树木。第三是采伐用作原木的树的顶端和枝杈。第四是体积太小不能作为原木的树木。
然后，有许多林木仅仅是为生产纸浆采伐的，没有考虑生产木材。这通常发生在林木为造纸公司所拥有或毗邻造纸厂。也有的是造纸公司种植了林地，林地种植了单一品种的软木，以供纸浆使用。还有一种情况，就是自然森林的一些地区有很少或根本没有制造木材的价值，比如一些北方的杨树林。
在山火、龍捲風、 熱帶氣旋或其他自然灾害中抢救下来的木材也通常作为纸浆用木材。
越来越多的证据表明，通过种植主要是一年生，也可能是多年生的草本植物来造纸会更好。